# Bảo tàng Trang viên của Jan Matejko

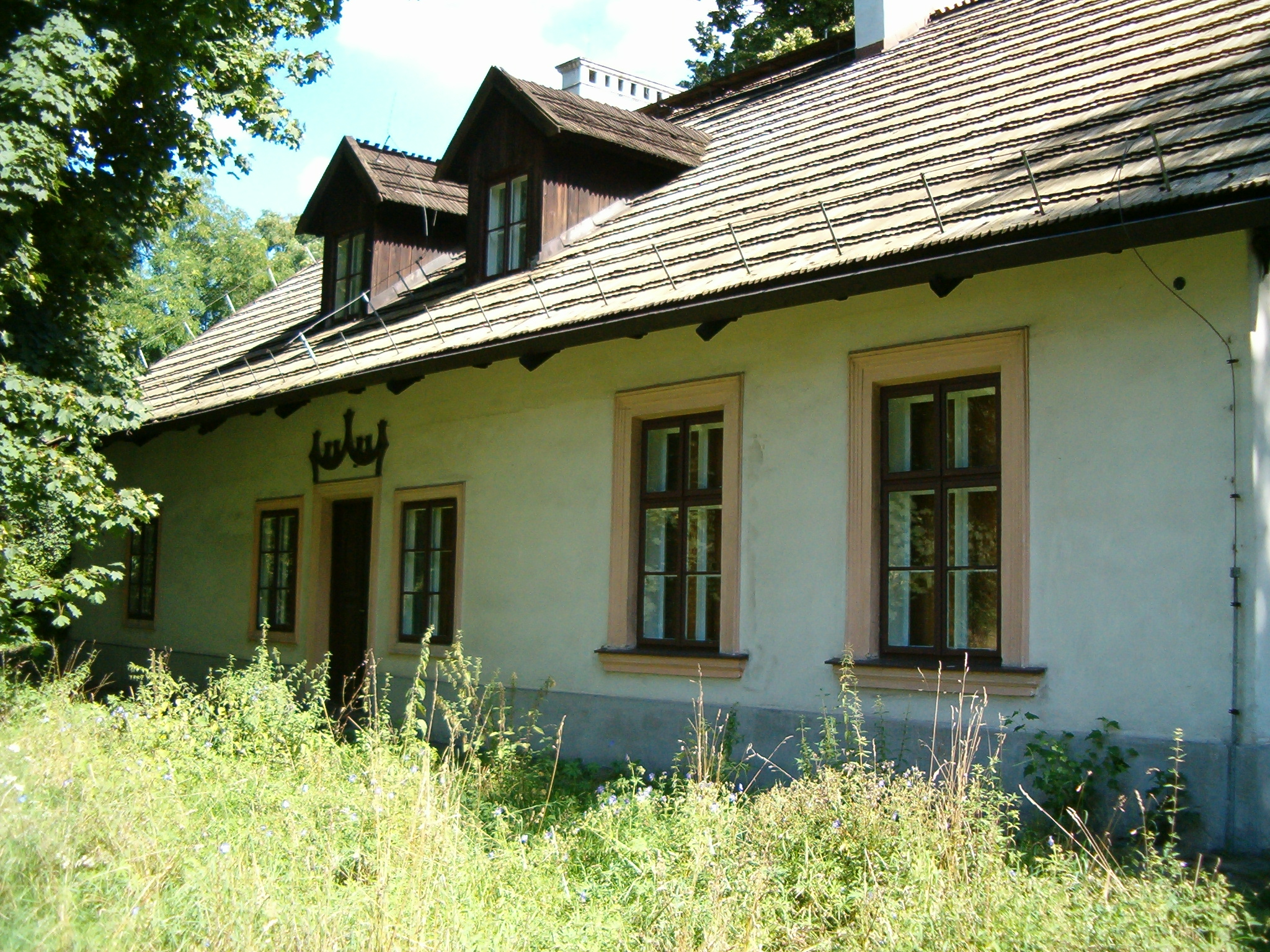
Mặt sau của Bảo tàng

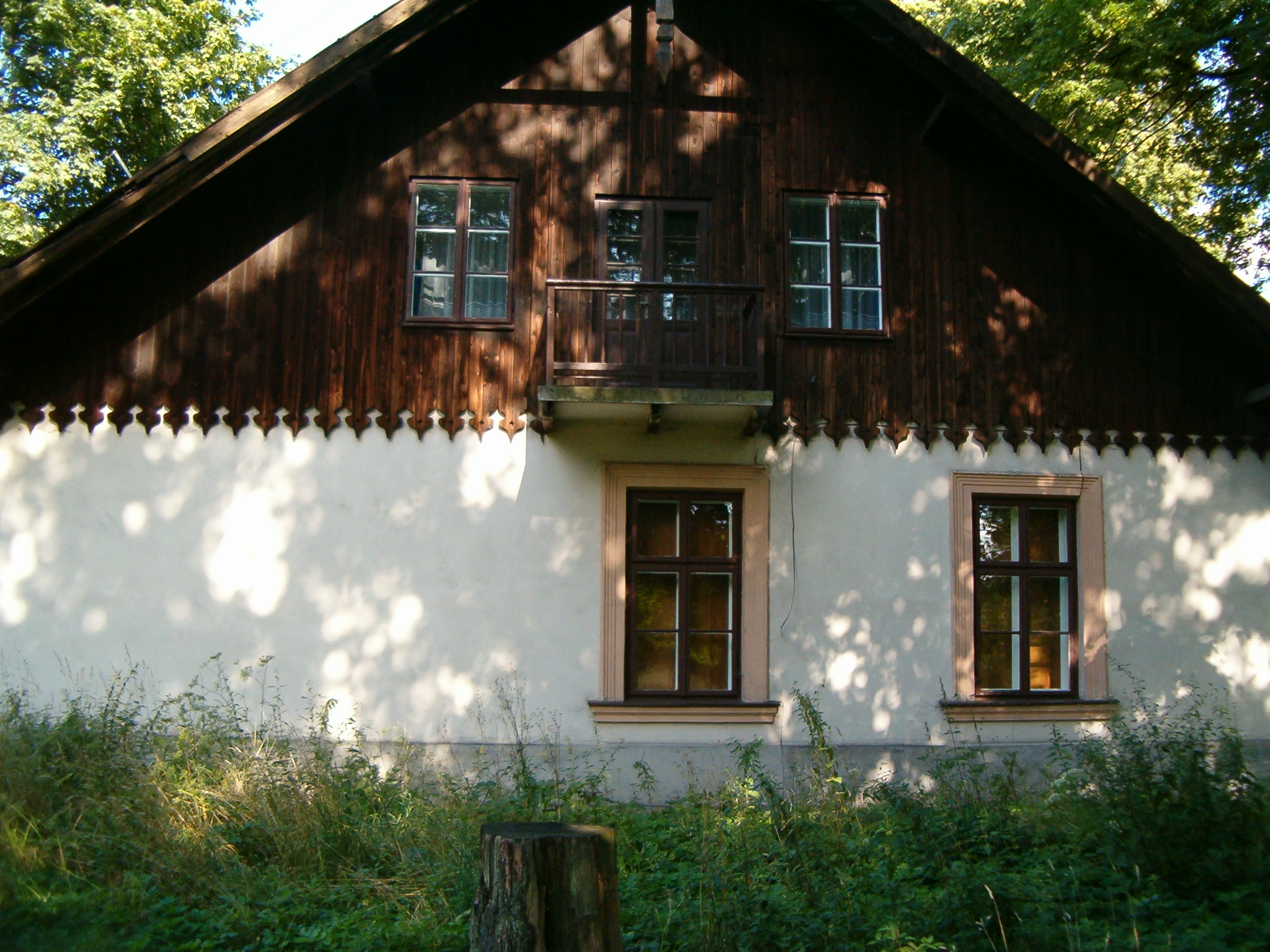
Mặt bên của Bảo tàng (từ phía Zalew Nowohucki)

Bảo tàng Trang viên của Jan Matejko ở Krzesławice (Kraków), hay Bảo tàng Tưởng nhớ Hugo Kołłątaj và Jan Matejko, là một trang viên cũ ở Ba Lan được xây dựng vào năm 1826. Bao quanh trang viên này là một công viên rộng 4 ha. Toàn bộ trang viên và khu phức hợp công viên đã được đưa vào danh sách các di tích theo số A-330 từ ngày 30 tháng 6 năm 1961 và A-683 từ ngày 21 tháng 3 năm 1983.
Từ năm 1966, trang viên trở thành một bảo tàng dành để trưng bày các tác phẩm của Jan Matejko. Chủ sở hữu hiện tại của trang viên là Hội những người bạn Mỹ thuật Kraków.

## Lược sử hình thành
Những chủ nhân đầu tiên của trang viên là gia đình Gryfit. Cuối thế kỷ 18, trang viên được chuyển cho Học viện Kraków. Từ năm 1788, Hugo Kołłątaj (1750–1812), lúc bấy giờ đang là hiệu trưởng của trường, bắt đầu sinh sống ở đây.
Đầu thế kỷ 19, gia đình Kirchmayer mua và xây dựng nên trang viên gần giống như hình dáng hiện nay vào năm 1826. Jan Matejko có quan hệ họ hàng với gia đình Kirchmayer. Ông mua lại trang viên vào năm 1876 và mở rộng thiết kế ban đầu. Trong đó, điểm thay đổi nổi bật là Jan Matejko đã tự mình thiết kế xây dựng mái hiên và một xưởng vẽ tranh.
Sau khi Jan Matejko qua đời, trang viên được chuyển cho vợ và con trai ông. Do nợ nần nên tài sản này bị bán đi. Về sau, trang viên được tiếp quản bởi Maria Burzyńska. Năm 1959, bà tặng trang viên cho Hội những người bạn Mỹ thuật Kraków.
Ngày 17 tháng 1 năm 1966, Bảo tàng chính thức mở cửa trong trang viên. Đây trở thành nơi trưng bày các kỷ vật của Jan Matejko và Hugo Kołłątaj.
Những người chăm sóc tiếp theo của Bảo tàng Trang viên của Jan Matejko là:
- Katarzyna Kolasa
- Maciej Miezian
- Maria Przemecka-Zielińska
- Michał Pawelec

## Danh mục
- Jaroszewski Tadeusz Stefan, Dwory i dworki w Polsce, Wydawnictwo „Sport i Turystyka" MUZA S.A., Warszawa, 1997.
- Michał Rożek, Przewodnik po zabytkach i kulturze Krakowa, Wydawnictwo naukowe PWN, 2000.
- Michał Rożek, Zwiedzamy Kraków: przewodnik turystyczny, Wydawnictwo PTTK Kraj, Warszawa, Kraków, 1989.
- Julian Zinkow, Podkrakowskie wycieczki, Wydawnictwo Krakowski Ośrodek Informacji i Reklamy Turystycznej „Wawel – Tourist", Kraków, 1977.
- Maciej Miezian, Nowa Huta. Socjalistyczna w formie, fascynująca w treści, Wydawnictwo Bezdroża, Kraków 2004.